# Stelis aemula
Stelis aemula är en orkidéart som beskrevs av Rudolf Schlechter. Stelis aemula ingår i släktet Stelis och familjen orkidéer. Inga underarter finns listade i Catalogue of Life.